# Martian Child
Martian Child (Un niño de otro mundo en Hispanoamérica, El niño de Marte en España, Nadie te quiere más que yo en México) es una película dramática estadounidense basada en la novela ganadora del Premio Hugo al mejor relato en 1995, The Martian Child del escritor David Gerrold. El filme está escrito por Seth Bass y dirigido por Menno Meyjes. El reparto está encabezado por John Cusack, Bobby Coleman y Amanda Peet. La película se estrenó en 2007 en Estados Unidos, mientras que en España e Hispanoamérica se lanzó en 2008.

## Argumento
El escritor David Gordon (John Cusack) siempre quiso formar una familia, sin embargo su sueño se truncó tras perder a su esposa. Meses después su hermana Liz (interpretada por su hermana también en la vida real, Joan Cusack) le pone en contacto con la asistenta social Sophie (Sophie Okonedo) para adoptar a un niño. En el centro, David Gordon se fija en el peculiar comportamiento de un niño con trastornos psiquiátricos llamado Dennis (Bobby Coleman). El chico, convencido de que viene de Marte, siempre evita todo contacto humano visual y físico escondiéndose dentro de una caja de cartón que le cubre todo el cuerpo con un pequeño corte en la parte frontal para poder andar. David Gordon decide ocuparse de él con la ayuda de Harlee (Amanda Peet), una amiga de su esposa.
A partir de ahí, David intentará ganarse la confianza del niño siguiéndole el juego para lograr que salga de la caja y lo más importante, que tenga confianza en sí mismo. Mientras, el editor (Oliver Platt) se preocupará porque su escritor ya no se interesa en escribir.

## Reparto
- John Cusack como David Gordon.
- Bobby Coleman como Dennis.
- Amanda Peet como Harlee.
- Joan Cusack como Liz Gordon.
- Anjelica Huston como Tina.
- Howard Hesseman como Dr. Berg.
- Oliver Platt como Jeff.
- Richard Schiff como Lefkowitz.
- Sophie Okonedo como Sophie.